# Distrito de Skierniewice
Skierniewice (polaco: powiat skierniewicki) es un distrito (powiat) del voivodato de Łódź (Polonia). Fue constituido el 1 de enero de 1999 como resultado de la reforma del gobierno local de Polonia aprobada el año anterior. Su sede administrativa es Skierniewice, aunque la ciudad no forma parte de él y por sí misma es otro distrito distinto. Además de con dicha ciudad, limita con otros seis distritos: al noroeste con Łowicz, al norte con Sochaczew, al este con Żyrardów, al sur con Rawa y Tomaszów Mazowiecki y al oeste con Brzeziny; y está dividido en nueve municipios (gmina) rurales: Bolimów, Głuchów, Godzianów, Kowiesy, Lipce Reymontowskie, Maków, Nowy Kawęczyn, Skierniewice y Słupia. En 2011, según la Oficina Central de Estadística polaca, el distrito tenía una superficie de 755,1 km² y una población de 37 639 habitantes.